# Ольховский (Тимашёвский район)
Ольхо́вский — хутор в Тимашёвском районе Краснодарского края.
Входит в состав Днепровского сельского поселения.

## Население
| 2002 | 2010  |
| ---- | ----- |
| 926  | ↗1020 |

## Улицы
| - ул. Заречная, - ул. Первомайская, | - пер. Первомайский, - ул. Степанова. |

## Известные уроженцы
- Степанов, Александр Михайлович — советский военнослужащий, старший лейтенант, Герой Советского Союза. Один из двенадцати сыновей Епистинии Фёдоровны Степановой.